# 山口トキコ
山口トキコ（山口時子、やまぐち ときこ、1961年 - ）は、山形県出身の日本の医師、博士（医学）、肛門科、胃腸科、内科、外科。赤坂見附マリーゴールドクリニック院長。日本大腸肛門病学会専門医・指導医・評議員。東方医学会監事。

## 経歴・人物
1988年、東京女子医科大学医学部を卒業。1992年、東京女子医科大学大学院を修了後、社会保険中央総合病院・大腸肛門病センター医として6年3ヶ月勤務する。
幼い頃は体育教師や政治家を目指していた時期もあったが、代々医師の家系に生まれた（先祖が藩医）故に祖父から医師になることを勧められ本人も医師を目指すようになった。
医学部卒業後は一般外科を専攻していたが、思うことあり学生時代、遠藤周作に「トキちゃん、肛門科医になったらどうだい？」と言われたことが心によみがえり、また女医の診察を希望する痔の女性患者が多かったこともあり肛門科医を専攻する。
- 2002年2月1日より東京都港区赤坂にマリーゴールドクリニックを開業。

　立地、内装、全女性スタッフ起用で女性が来院しやすい環境作りを心がけている。
- 2009年10月6日より日本大腸肛門病学会学会認定専門医制度により大腸肛門病専門医に認定される。
- 西アジアからインド、東南アジア、中国など広いアジアの地域の医学である東方医学（東洋医学）に造詣が深く東方医学会にも属し広く医療を研究している。
- 西洋医学の不足部分を補うため大学時代から東方医学（東洋医学）に関心を持ち研究を重ねていたが、西洋医学も否定していない。またプライマリ・ケアに重点を置き、街医者でありたいと考えている。

## テレビ・ラジオ出演
- 『徳光和夫 とくモリ!歌謡サタデーDr.トキコのお早うクリニック…気軽に健康相談!』（ニッポン放送）
- 『栗村智 あなたと朝イチバンDr.トキコのお早うクリニック…気軽に健康相談!』（ニッポン放送）
- 『主治医が見つかる診療所』（テレビ東京）
- 『生島ヒロシのおはよう定食』（TBSラジオ）
- 『あさイチ』（NHK総合）

## 著書
- 『出すときこまる出なくてこまる』（法研）
- 『便秘を治す45の方法』（講談社）
- 『便秘・下痢 すっきり治る・ラクになる 』（家の光協会　ISBN　4259560506 　平成15年6月）
- 『おしりの気持ち。』（田辺三菱製薬）
- 『女医が教えるおしりの本―痔が心配?でも、もう大丈夫!』（TBSサービス　ISBN　4904345185　平成23年2月25日）
- 『誰でもスグできる! 便秘をみるみる解消する! 200%の基本ワザ』（日東書院本社　ISBN 4528019191、平成24年12月19日）
- 『スッキリ! 美便生活! 便秘を治して、きれいに・元気に・若くなる！』（池田書店　ISBN 4262165272、平成25年4月5日）
- 『最新版 本気で治したい人の腸の不調 便秘・下痢 (明解!あなたの処方箋) 』（学研パブリッシング 学研マーケティング　ISBN 9784058001196、平成25年7月9日）